# Postwachter
Een postwachter is een ambtenaar in functie aan de Haven van Antwerpen.
Bedient de sluiscommando's die gegeven zijn door sasseniers of sluisleiding. Via controletableau krijgt men signalen door die definitief worden uitgevoerd.

## Functie
Postwachters zijn alom vertegenwoordigd over het gehele sluizencomplex in de Antwerpse haven. Met signalen op hun bedienings- en controlepanelen zien ze welke bewegingen moeten uitgevoerd worden. Zodoende worden bij sluisopening volgende procedures uitgevoerd:
- De nautisch arbeider laat de slagbomen neer nadat het signaal "openen" gegeven is.
- Na het neerlaten van de slagbomen heeft de postwachter achtereenvolgens, al veel eerder, de sluisverlaten geopend aan opendeurzijde
- Baansignaal op rood gezet
- Brug opgehaald
- Sluisdeur opengetrokken nadat het sluispeil gelijkstaat met de rivier- of dokzijde. Het is een logisch systeem van "communicerende vaten".
- Schepen verlaten de sluis en anderen lopen binnen.

Na het afmeren wordt de sluisdeur terug gesloten met de achtereenvolgende commando's: "dicht verlaten", en "openen verlaten" aan de zijde waar straks de schepen eruit moeten, en "dicht deur" en "neerlaten brug". Bij het neerlaten brug gaan de slagbomen weer open voor landverkeer zodra de brug weer vergrendeld ligt met het mechanisch slot. Deze procedures worden aan de buitenzijden, zoals aan binnenzijden, herhaaldelijk via  shifts uitgevoerd.

## Locatiespreiding
De postwachters zitten apart in hun bedieningskamer of -huis en zijn verbonden aan de Technische dienst Stad Antwerpen die samenwerkt met de havendienst. Ook de Antwerpse havenbruggen worden bediend door postwachters. Sommige bruggen, zoals de Siberiabrug en Londenbrug, worden door één persoon bediend. Bij het melden van gaande of komende vaartuigen opent de post- of brugwachter sluis of brug, laat schepen of jachten voorbij varen, sluit het object voor wachtend landverkeer en rijdt met een dienstwagen naar 'n ander voor schepen te openen bouwwerk. Dit levert tevens besparingen op. 

## Werkgever
De vroegere wipbruggen over de doorgang-Straatsburgdok werden bediend door ambtenaren in dienst van het koninkrijk. De sluizen aan het Albertkanaal (Wijnegem, Oelegem, Geel, Olen) en Wintam, Viersel enzovoort worden eveneens bediend door rijksambtenaren. Alle huidige havenbruggen worden bediend door stadsbeambten. Hun examens eisen wel de nodige kennis van techniek van bruggen, sluizen en algemene elektronica.